# 'Aré'aré
Cet article concerne le peuple. Pour la langue, voir 'are'are.
Les ꞌAréꞌaré sont un groupe ethnique polynésien autochtone originaire du sud de l'île de Malaita, qui fait partie des îles Salomon. Leur langue est la langue 'are'are, qui fait partie de la famille des langues austronésiennes. En 1999, il y avait environ 18 000 locuteurs, contre environ 8 à 9 000 dans les années 1970.

## Histoire
Avant la colonisation et l'indépendance qui a suivi, les ꞌAréꞌaré occupaient une zone géographique beaucoup plus vaste englobant des parties de Guadalcanal et Makira, ainsi que Malaita. Cela comprenait la partie nord de Makira connue sous le nom d'Arosi et la partie orientale de Guadalcanal connue aujourd'hui sous le nom de Bras de mer Marau (en). Dans le passé, ils vivaient dans des hameaux de l'arrière-pays montagneux, ou sur les rives des lagons du sud-ouest ou du détroit de Mara Masika (séparant les îles de Malaita et de Petite-Malaita), mais au cours de la colonisation, de nombreux villages côtiers ont été établis.

## Politique et économie
Les zones sud et nord diffèrent par leur organisation politique : le sud est dirigé par des chefs héréditaires, tandis que le nord suit la structure du big man, courante en Mélanésie. Les chefs héréditaires et non héréditaires sont appelés aaraha.
Traditionnellement, ils pratiquaient une agriculture vivrière à base de taro, d'ignames et de patates douces, ainsi que l'élevage de porcs et la pêche. Pendant la colonisation, ils ont été encouragés à exporter du coprah et à élever du bétail à petite échelle.

## Religion
La religion traditionnelle était le culte des ancêtres, mais pendant la colonisation, le christianisme s'est beaucoup implanté et, au milieu des années 1970, au moins la moitié de la population était convertie. Des portions de la Bible ont été traduites pour la première fois en 1957.
Environ la moitié des Chrétiens appartiennent à l'Église évangélique des mers du Sud (en) et l'autre moitié à l'Église catholique ou à l'Église anglicane de Mélanésie (en). Les premiers n'autorisent pas la musique traditionnelle considérée comme liée aux esprits ancestraux, appelés « diables ».

## Musique

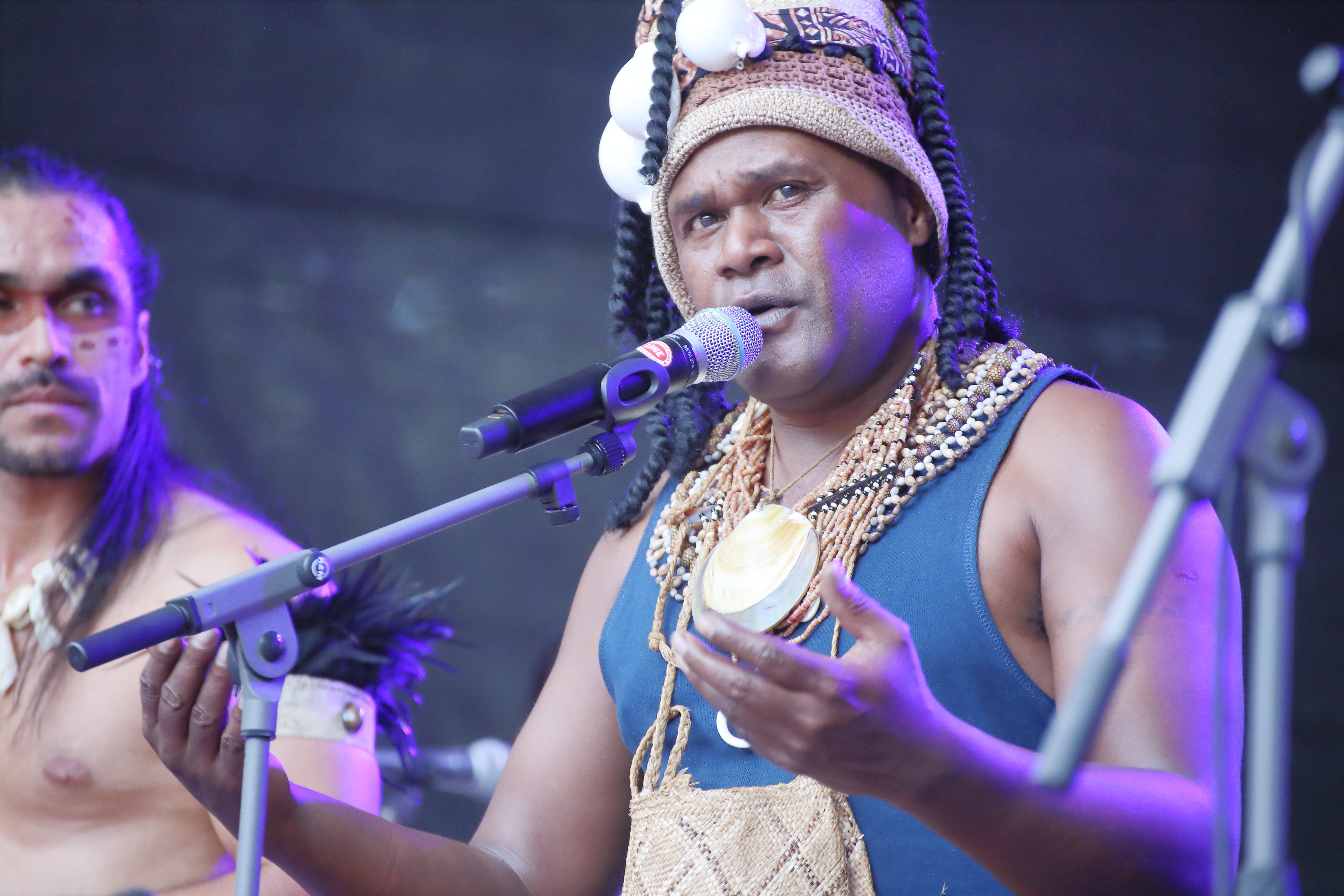
Charles Maimarosia, chanteur et joueur de flûte de pan au sein du groupe Small Island Big Song, qui regroupe plusieurs musiciens polynésiens.

Les ꞌAréꞌaré sont connus pour leur musique de flûte de pan complexe, étudiée par l'ethnomusicologue Hugo Zemp,,,.